# コーンウォール駅
コーンウォール駅（英語：Cornwall railway station）はカナダオンタリオ州コーンウォール ステーション・ロード1650にある駅。カナダ各地を結ぶVIA鉄道が乗り入れている。

## 概要
当駅は無人駅である。

## 利用可能な鉄道路線／列車
VIA鉄道の停車する列車は下記の通り。
アルダーショット / トロントとモントリオール間の昼行長距離列車コリドー号 …トロント方面 5本/日、モントリオール方面 5本/日 停車（平日）

## バス
当駅から乗車できるバスは以下の通り。
路線バス コーンウォール・トランジット (Cornwall Transit) 